# Georg Klapka

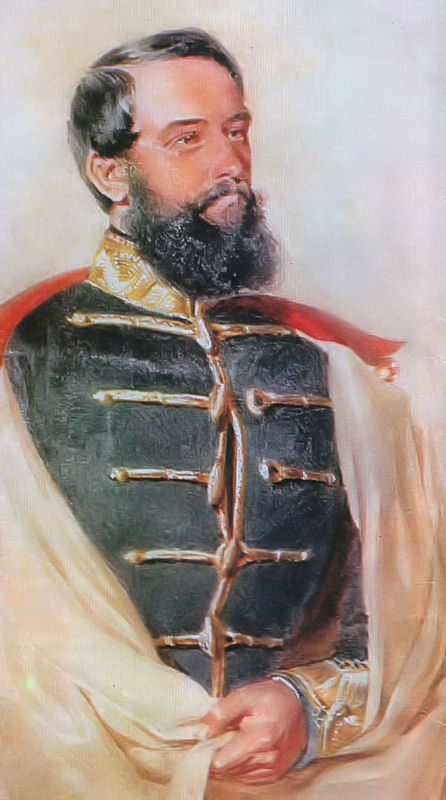
Georg Klapka
(Bild von Karl Sterio)

Georg Klapka (György Klapka; * 7. April 1820 in Temeswar, Kaisertum Österreich; † 17. Mai 1892 in Budapest, Königreich Ungarn) war ein ungarischer General während der Zeit der Ungarischen Revolution 1848/1849.

## Leben
Klapka war ein Banater Schwabe mit tschechischen Vorfahren. Er besuchte die Militärakademie in Karánsebes und trat 1838 in die österreichische Armee ein. Er stellte sich 1848 der revolutionären ungarischen Regierung zur Verfügung, die ihn Ende November zum Generalstabschef des Generals Kiss ernannte. Der Anfang 1849 für die ungarische Hauptarmee angenommene, von großem Erfolg begleitete Operationsplan war Klapkas Werk. Nach der Niederlage, die Lázár Mészáros am 4. Januar bei Kaschau erlitten hatte, erhielt Klapka dessen Kommando. Er behauptete den Übergang an der Theiß und sicherte dadurch Debreczin. An der zweitägigen Schlacht bei Kápolna (26. und 27. Februar), die General Dembinski verlor, hatte Klapka bedeutenden Anteil.
Im April 1849 führte Klapka das I. Armeekorps und zeichnete sich insbesondere in der Schlacht bei Isaszeg (6. April) aus, wo er das Schicksal des Tages entschied und auf dem Schlachtfeld von Kossuth, dem Revolutionsführer, zum General ernannt wurde. Auch in der Schlacht von Nagy-Sálló (19. April), das er mit Damjanich erstürmte, tat er sich mit Bravour hervor. In der Schlacht bei Komorn am 26. April befehligte er den linken Flügel der ungarischen Donau-Armee. 
Anschließend führte er provisorisch das Kriegsministerium, bis Görgey im Mai 1849 zu seinem Nachfolger ernannt wurde. Klapka wurde Kommandant der Festung Komorn. In zahlreichen Gefechten und in den großen Schlachten von Ács und Komorn (am 2. und 11. Juli) konnte sich Klapka besonders auszeichnen. Nach dem Abzug Görgeys verblieb er am 13. Juli mit zwei Korps (18.260 Mann) in der Festung zurück und wurde mit der Belagerung von Komorn eingeschlossen. Ihm gelangen im Sommerfeldzug noch große Erfolge, ein erfolgreicher Ausbruch am 3. August erreichte sogar kurzfristig Raab. Anfang September wurde er nach Ankunft österreichischer Verstärkungen unter FZM Nugent und FML Gyulay aber wieder in die Festung zurückgedrängt. Nach der Waffenstreckung Görgeys am 13. August gegenüber den Russen musste auch Klapka am 27. September in Verhandlungen eintreten und Anfang Oktober ebenfalls kapitulieren. 
Klapka verließ daraufhin Ungarn und hielt sich in Frankreich, in der Schweiz und in Italien auf. 1866 trat er in preußische Militärdienste und organisierte bei Neisse eine ungarische Legion, mit der er von Oberschlesien her die Grenze überschritt, jedoch kein Gefecht mehr lieferte. 
Später wurde er amnestiert und in den ungarischen Reichstag gewählt, wo er zur Partei Ferenc Deáks gehörte. 
Georg Klapka starb am 17. Mai 1892 in Budapest.

## Veröffentlichungen
- Memoirs of the war of independence in Hungary, translated from the original manuscript by Otto Wenckstern. London 1850
- Memoiren. April bis Oktober 1849. Otto Wigand, Leipzig 1850
- Der Nationalkrieg in Ungarn und Siebenbürgen in den Jahren 1848 und 1849. 2 Bde. Otto Wigand, Leipzig 1851
- Der Krieg im Orient in den Jahren 1853 und 1854 bis Ende Juli 1855. Eine historisch-kritische Skizze der Feldzüge an der Donau, in Asien und in der Krim, mit einem Blick auf die mögliche Wendung der künftigen Kriegsereignisse . Lauffer, Genf 1855
- Aus meinen Erinnerungen. Aus dem Ungarischen übersetzt vom Verfasser. Schabelitz / Singer & Wolfner, Zürich / Budapest 1887